# Царівна-Лебідь (Врубель)
«Царівна-Лебідь» — картина Михайла Врубеля, присвячена персонажу опери Н. А. Римського-Корсакова.

## Історія картини

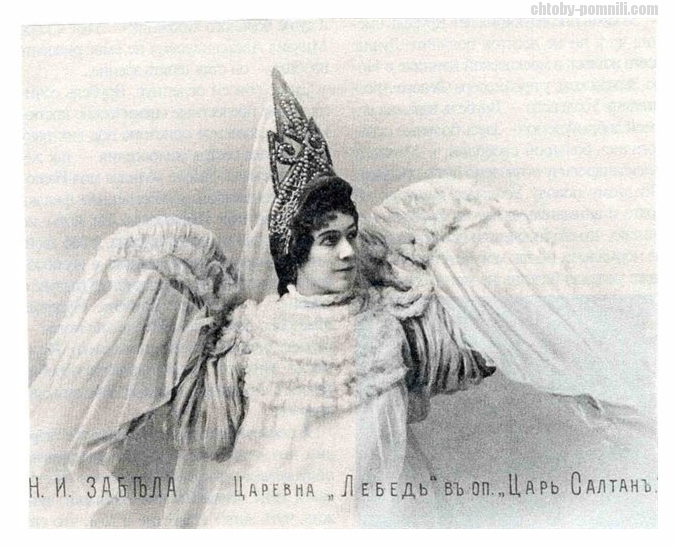
Надія Забела-Врубель в костюмі Царівни-Лебідь

Прем'єра музичної драми, яка надихнула Врубеля, відбулася в Приватній опері С. І. Мамонтова 21 грудня 1900 року. Врубель створив ескізи для декорацій і костюмів. Партію Царівни-Лебеді виконувала його дружина Надія Забела-Врубель.
За словами сучасників, «голос у неї був ні з чим не зрівнянний, рівний-рівний, легкий, ніжно-сопілковий і повний фарб… І який вигляд! Чи можливо було, раз побачивши цю істоту, не спокуситися нею на все життя! Ці широко розставлені очі, принадно-жіночна, здивована посмішка, тонке і гнучке тіло».(Михайло Гнесін)
 Збереглися її фотографії в ролі царівни, за якими видно, що художник досить далеко пішов при створенні свого твору.
"Ніяких прямих зв'язків зі сценічним трактуванням «Царя Салтана» в картині немає, і сама царівна не схожа на Н. І. Забілу — зовсім інша особа, на відміну від «Морської Царівни», де портретна схожість безсумнівна. Найімовірніше, Врубель придумав Царівну, в обличчі якої злилися риси і його дружини, і колись коханої жінки.  
Картину художник писав на хуторі Іванівському у свояків — сімейства художника Миколи Ге поблизу станції Плиски в Чернігівській губернії влітку 1900 року.
Картина надійшла в Третьяковську галерею в 1910 році за заповітом М. А. Морозова. Твір записано в інвентарній книзі ГТГ під номером Ж-42. Два ескізи картини знаходяться в Державному Російському музеї.

## Опис

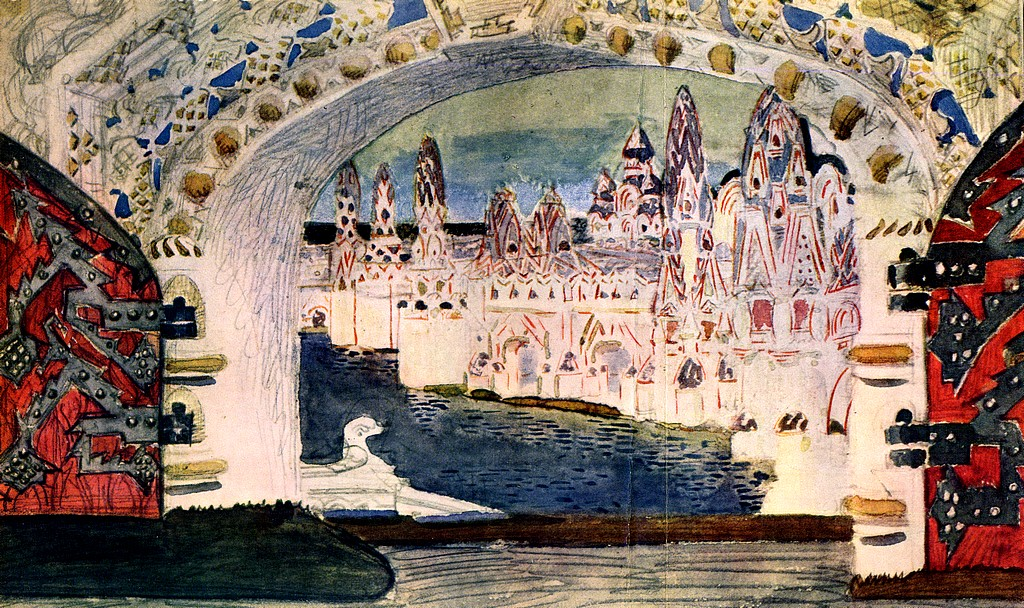
Декорації Врубеля

Царівна з полотна Врубеля таємнича і загадкова, обличчя у неї засмучене. Зображена Царівна-Лебідь на фоні далекого міста. Над морем спускаються сутінки, тануть в останніх променях сонця.
«Але картина — не костюмований портрет артистки, це чарівний міф про вищу красу, про таємниці її прояву в світі. В естетиці символізму лебідь уособлює натхнення, яке може й підняти душу, і привести її до пізнання таємничих сторін життя. Художник наділяє свій образ демонічними рисами. Царівна-Лебідь уособлює дві стихії — темну, холодну водну і одночасно — повітряну, небесну. Художник намагається вловити момент перетворення діви в птицю. Царівна — Лебідь здається безтілесним примарним видінням».
Дослідник творчості Врубеля мистецтвознавець А. П. Іванов писав: "Чи не сама-то Діва-Обіда, що, за слову давньої поеми, «хлюпає лебединими крилами на синьому морі „перед днями великих бід?“, маючи на увазі персонажа» Слова о полку Ігоревім ".

## Ескізи

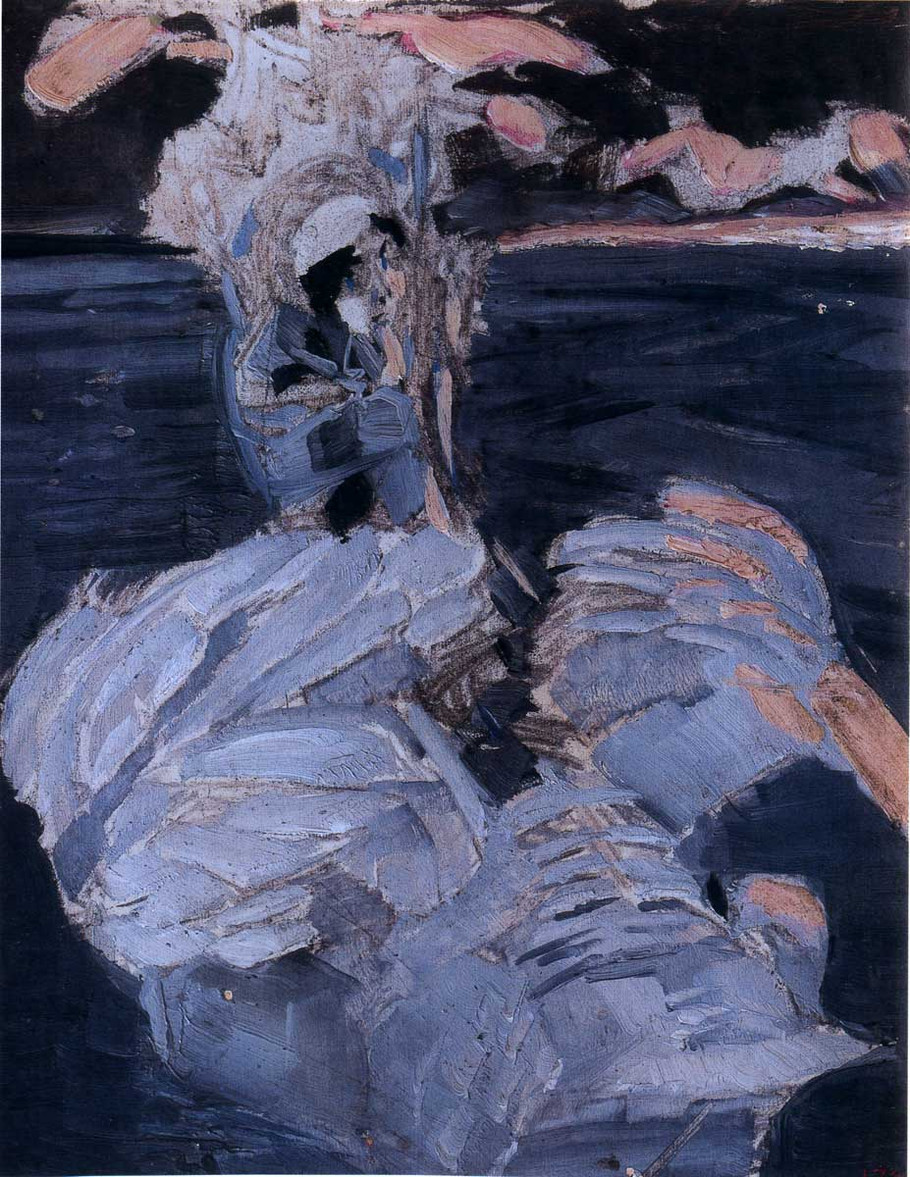
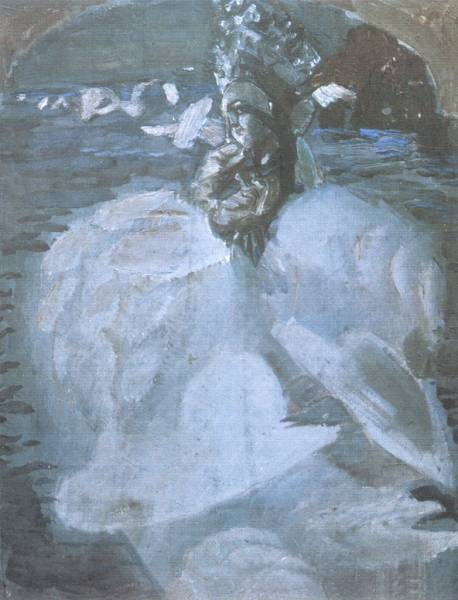
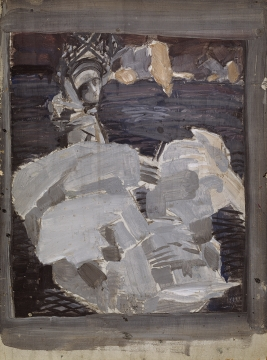

## У мистецтві
Олександр Блок дуже любив цю картину, тримав її репродукцію в кабінеті в Шахматовому. Картина навіяла великий вірш з підзаголовком «Врубелю».